# Edouard Wallays
Pour les articles homonymes, voir Wallays.
Edouard Wallays, né à Bruges le 2 juillet 1813 et mort dans la même ville le 28 janvier 1891, est un peintre belge romantique, connu pour ses peintures d'histoire, ses sujets religieux, ses portraits, ses scènes de genre, et ses intérieurs.
Au Salon de Bruxelles de 1848, il obtient une médaille de vermeil et participe à l'Exposition universelle de 1855 à Paris. De 1855 à 1887, il est directeur de l'Académie des beaux-arts de Bruges. Ses œuvres sont notamment conservées au Musée de Groningue et au Musée d'Art à la mer à Ostende.

## Biographie

### Famille
Edouard (Eduard Auguste) Wallays, né à Bruges le 2 juillet 1813, est le fils de Pierre Wallays (1764-1815), épicier, né à Hulste, et de Françoise Dupont (1770), native de Courtrai. Il épouse successivement deux sœurs : en 1836 Marie Amélie Joséphine Legendre (1813-1865) et, en 1866, Anne Marie Prudence Legendre (1824). Il n'a pas d'enfant. Il est le beau-frère des peintres Eugène Legendre (nl) et Léonce Legendre.

### Formation
Edouard Wallays est étudiant à l'Académie des beaux-arts de Bruges, où il suit les cours d'Albert Grégorius, puis à l'Académie royale des beaux-arts d'Anvers. Il est ensuite l'un des élèves de Jozef Geirnaert à Gand. À Paris afin de parfaire sa formation, il réside de 1834 (au Faubourg Saint-Antoine) à 1839. Edouard Wallays affirme avoir suivi les cours d'Antoine-Jean Gros.

### Carrière

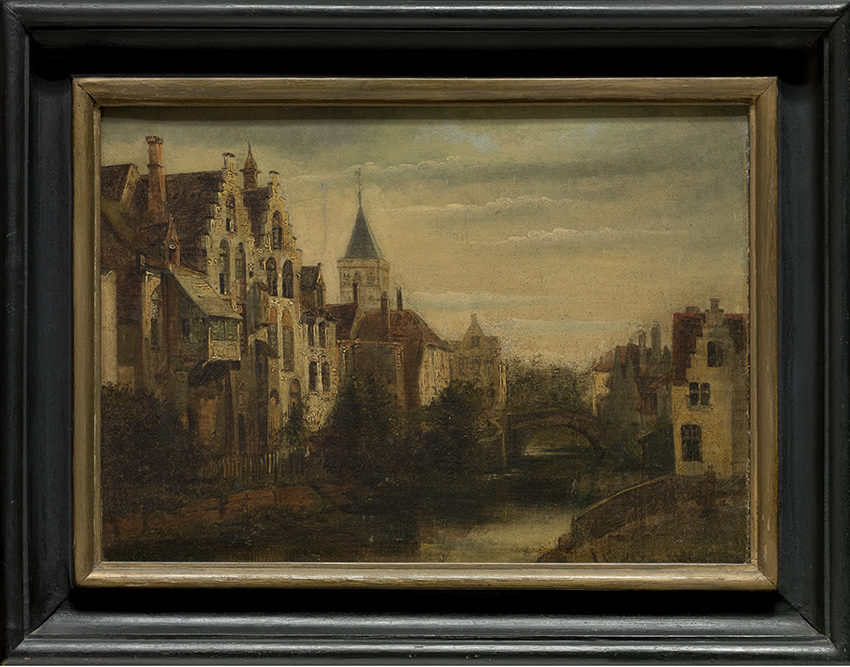
La Rue des Potiers à Bruges.

Edouard Wallays expose pour la première fois au Salon de Paris de 1834, puis au Salon de Gand de 1835. Il est également présent à l'Exposition de Bruges de 1837, où il a envoyé une peinture d'histoire représentant Thierry d'Alsace, favorablement appréciée par la critique, une scène de genre et quatre portraits,.
Il obtient une médaille de vermeil au Salon de Bruxelles de 1848 grâce à une peinture d'histoire intitulée Louis VIII roi de France, entouré de tous les dignitaires de son royaume, force Jean de Nesle à sceller l'acte de vente de sa propriété, le Franc de Bruges, en faveur de son ennemie Jeanne de Constantinople, en 1224. 
Edouard Wallays envoie quatre toiles à l'Exposition universelle de 1855 à Paris. 
De 1855 à 1887, il est directeur de l'Académie des beaux-arts de Bruges, où il forme de nombreux élèves, dont son beau-frère Léonce Legendre et Eugène Jean Copman.
Edouard Wallays meurt, à l'âge de 77 ans, chez lui, Oude Zak no 40 à Bruges, le 28 janvier 1891.

## Œuvre

### Caractéristiques
Son champ pictural romantique, couvre les peintures d'histoire, les sujets religieux, les portraits, les scènes de genre, et les intérieurs. Ses peintures d'histoire contribuent à renforcer la jeune nation belge en mettant en lumière ses personnages phares du passé. Au début de sa carrière, Edouard Wallays doit lutter contre les exigences de son professeur, le néo-classique Albert Grégorius, pour imposer ses vues qui relèvent du romantisme.

### Réception critique
Au Salon de Bruxelles de 1848, Edouard Wallays envoie Louis VIII roi de France, entouré de tous les dignitaires de son royaume, force Jean de Nesle à sceller l'acte de vente de sa propriété, le Franc de Bruges, en faveur de son ennemie Jeanne de Constantinople, en 1224 qui recevra une médaille de vermeil, et commandé par le gouvernement provincial de Flandre-Occidentale afin d'orner la salle du Palais provincial de Bruges. Le critique Louis Van Roy écrit « Il est fâcheux que des qualités réelles soient perdues au milieu d'une couleur on ne peut plus rousse. Le jour manque dans ce tableau ». 
Commentant la même œuvre, le quotidien L'Indépendance belge publie cette critique : « C'est une composition dans laquelle l'auteur a fait entrer un très grand nombre de figures au tiers de nature. La disposition de la scène n'est pas heureuse, en ce sens que les principaux personnages sont les plus éloignés du spectateur. Le roi de France est sur un trône, à l'extrémité d'une salle immense. Jeanne de Constantinople est debout vers le milieu de cette salle ; Jean de Nesle se tient près d'une table, à une partie un peu plus rapprochée. Une grande distance sépare donc les figures sur lesquelles doit se porter l'intérêt et qu'il faudrait pouvoir embrasser d'un même coup d'œil. Un peu de réflexion ferait aisément éviter de tels contre-sens. Jean de Nesle a de la noblesse dans la pose ; Jeanne de Constantinople ne se fait remarquer que par son attitude théâtrale ; quant au roi de France, il est d'une nullité qu'explique son éloignement. M. Wallays n'a pas su sacrifier certaines parties de son tableau pour faire valoir les autres. Il a trop multiplié les figures et les détails, en leur donnant une valeur égale jusqu'aux derniers plans. Son coloris est brillant avec excès ; il affectionne trop le rouge et le jaune ; ces tons ont une puissance dont il est imprudent d'abuser. Si, au lieu d'ameuter en quelque sorte, les personnages sur sa toile, M. Wallays n'avait mis en scène qu'un petit nombre de figures auxquelles il aurait fait exprimer une pensée quelconque, il serait arrivé avec moins de frais, à un effet meilleur ».
En 2012, Stefan Huygebaert considère que le tableau Philippe le Bon visitant l'atelier de Jan van Eyck, exposé en 1850, s'inscrit dans une tradition internationale commune qui met avant tout l'accent sur le romantisme. La reconnaissabilité étant une priorité, davantage que la justesse historique ou l’approche stylistique. Edouard Wallays a recherché activement parmi les ressources disponibles pour réaliser sa toile.

### Expositions

#### Belgique
- Salon de Gand (XVI) de 1835 : Portrait[8].
- Exposition de Bruges de 1837 : Thierry d'Alsace, comte de Flandre, ayant obtenu pour prix de sa vaillance en Palestine, une partie du sang de Notre Sauveur, vient solennellement déposer cette auguste relique dans la chapelle de Saint-Basile sur le Bourg à Bruges le 7 avril 1150, Petite fête de village flamand et quatre portraits[4].
- Salon de Gand (XVII) de 1838 : Portrait de fantaisie et deux autres portraits[9].
- Salon de Bruxelles de 1839 : Portrait[10].
- Salon de Bruxelles de 1842 : Rubens et sa suite visitant l'atelier de Rembrandt et Maximilien archiduc d'Autriche et époux de Marguerite de Bourgogne relève l'ordre de la Toison d'or[11].
- Salon de Bruxelles de 1845 : Intérieur de la salle des anciens juges du Franc, à Bruges, où se trouve la célèbre cheminée sculptée en bois et Intérieur de l'église Sainte-Anne à Bruges[12].
- Salon de Bruxelles de 1848 : Louis VIII roi de France, entouré de tous les dignitaires de son royaume, force Jean de Nesle à sceller l'acte de vente de sa propriété, le Franc de Bruges, en faveur de son ennemie Jeanne de Constantinople, en 1224 (médaille de vermeil) et deux œuvres intitulées Intérieur de cuisine[5].
- Salon d'Anvers de 1849 : La Sortie du confessionnal, souvenir de Bruges[13].
- Exposition de Bruges de 1850 : Philippe le Bon visitant l'atelier de Jan van Eyck[3].
- Salon de Bruxelles de 1851 : Prise de Jérusalem par Godefroid de Bouillon (15 juillet 1099) et Jeune brugeoise à l'église[14].
- Salon d'Anvers de 1858 : Portrait de M. L.L.G. (Léonce Legendre)[15].
- Salon de Gand (XXIVe) de 1859 : Portrait de M. V.D.A., Portrait de M. L.G., artiste (Léonce Legendre) et Vue du chœur de la cathédrale de Bruges, prise du maître-autel[16].
- Salon de Bruxelles de 1860 : plusieurs portraits[17].

#### France
- Salon de Paris de 1834 : des portraits[18].
- Salon de Paris de 1840 : Vue de la salle et de la cheminée du Palais de Justice, à Bruges[18].
- Salon de Paris de 1842 : Rubens visitant l'atelier de Rembrandt[18].
- Exposition universelle de 1855 : L’Empereur Napoléon et l’Impératrice Marie-Louise visitant le tombeau de Charles-le-Téméraire et de Marie de Bourgogne, dans l’église de Notre-Dame à Bruges[18].

### Galerie d'œuvres conservées au Musée de Groningue

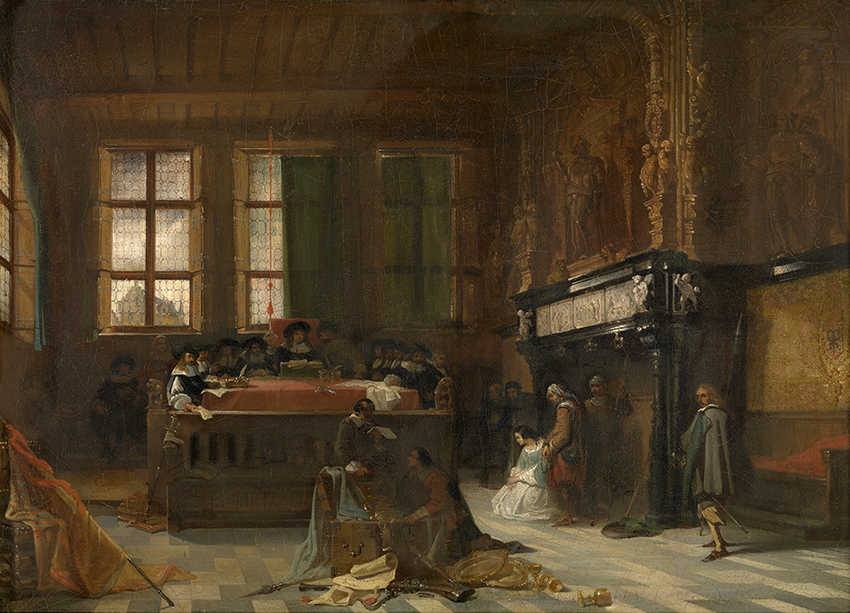
Vue de la salle et de la cheminée du Palais de Justice, à Bruges.
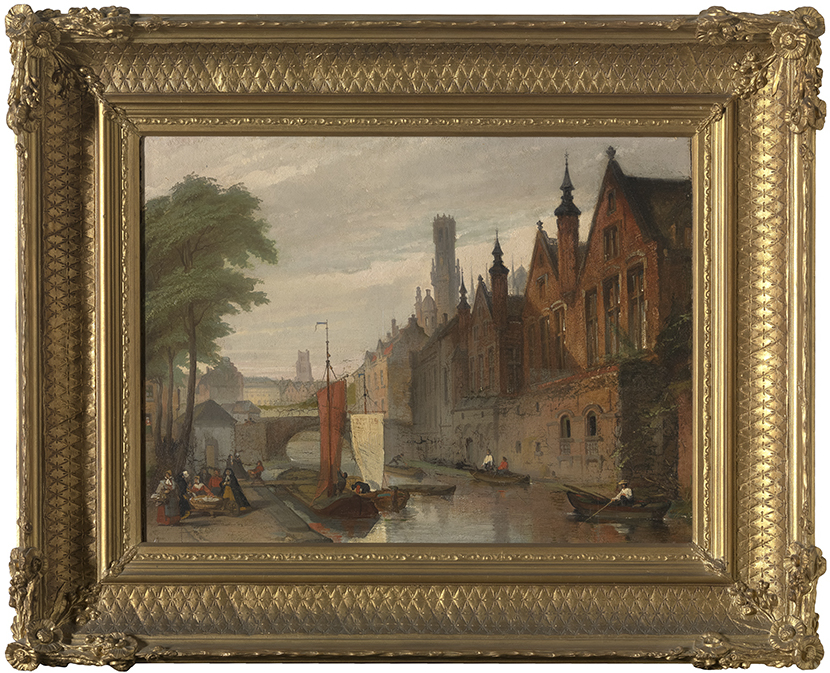
Le Franc de Bruges depuis la Steenouwersdijk.
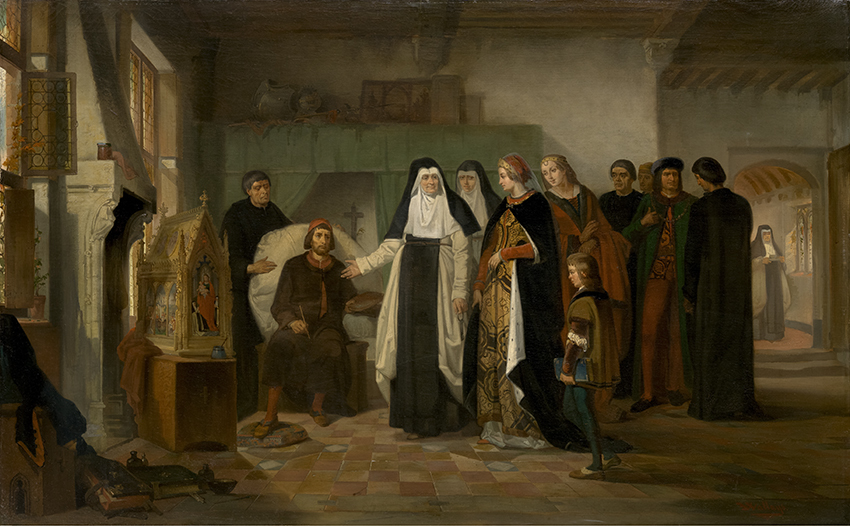
Memling peignant les reliques de Sainte Ursule.
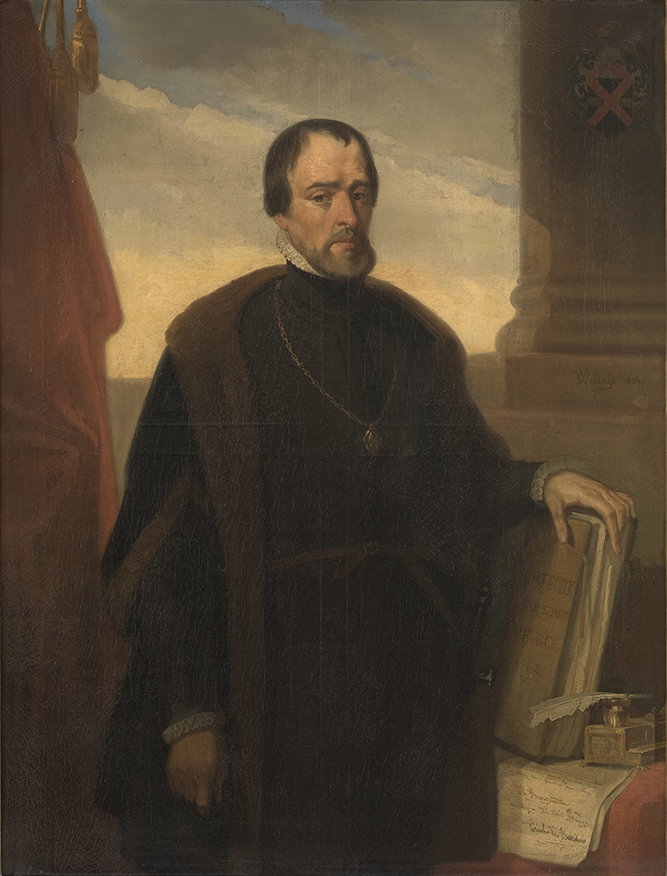
Portrait de Cornelis Van Baesdorp, bourgmestre de Bruges (1839).

### Collections muséales
Les œuvres d'Edouard Wallays sont notamment conservées dans les lieux suivants : 
- Musée de Groningue : 
  - Vue de la salle et de la cheminée du Palais de Justice, à Bruges ;
  - Le Franc de Bruges depuis la Steenouwersdijk ;
  - Portrait de Nicolas Despars, bourgmestre de Bruges ;
  - Portrait de Cornelis Van Baesdorf, bourgmestre de Bruges ;
  - Philippe le Bon visitant l'atelier de Jan van Eyck ;
  - Memling peignant les reliques de Sainte Ursule[19].

- Musea Brugge : Une vue du palais Gruuthuse à Bruges (aquarelle)[19].

- Musée d'Art à la mer à Ostende.

## Honneur
- Chevalier de l'ordre de Léopold (27 août 1871)[20].